# Alexander Goudie
Alexander Goudie est un peintre figuratif écossais né le 11 novembre 1933 à Paisley et mort le 9 mars 2004 à Glasgow.

## Biographie
Il épouse une Bretonne, Marie-Renée Dorval, et se rend tous les étés à Loctudy, chez ses beaux-parents. La région est pour lui une source d'inspiration inépuisable.

## Œuvres
- Loctudy, Bretagne, huile sur toile, 1960[2].